# Ephebopus
Ephebopus là một chi nhện trong họ Theraphosidae.

## Các loài
Chi này gồm các loài:
- Ephebopus cyanognathus West & Marshall, 2000
- Ephebopus foliatus West et al., 2008
- Ephebopus murinus (Walckenaer, 1837)
- Ephebopus rufescens West & Marshall, 2000
- Ephebopus uatuman Lucas, Silva & Bertani, 1992